# Hijo de las armas
"Hijo de las armas" es una canción de No Te Va Gustar del álbum El calor del pleno invierno, compuesta por Emiliano Brancciari. El tema se refiere al problema que hay en Uruguay con la idea de la baja de la imputabilidad de los jóvenes."Yo no elegí este calvario, yo no nací sin el alma sólo me aprieta la vida, soy el hijo de las armas".
aparte en una parte, ponen una frase de la convocatoria NO A LA BAJA el coro dice: "nadie nació sin el alma, solo le aprieta la vida"